# Kevin Barrett
Pour les articles homonymes, voir Barrett.
Pas d'image ? Cliquez ici

a Compétitions nationales et continentales officielles uniquement.

Dernière mise à jour le 14 février 2017.
Kevin Barrett, né le 22 juin 1966, est un joueur de rugby à XV néo-zélandais évoluant au poste de troisième ligne aile ou deuxième ligne à Taranaki et aux Hurricanes. Il prend sa retraite en 1999 et il est le père la famille Barrett.

## Carrière
Kevin Barrett dispute la Air New Zealand Cup avec la Taranaki Rugby Football Union. En 1995, le rugby devient professionnel et les fédérations australienne, Sud-africiaine et néo-zélandaise fondent le Super Rugby. Kevin Barrett est alors recruté par les Hurricanes avec qui il jouera deux saisons en 1997 et 1998. En 1999, il prend sa retraite sportive professionnelle.
Il rechausse les crampons pour la saison 2000-2001 avec le club amateur irlandais des Buccaneers RFC à Athlone.

## Biographie
Né dans la province de Taranaki en 1966 dans une famille d'agriculteurs, Kevin Barrett travaille dans l'exploitation en parallèle de son parcours dans le rugby, alors amateur. Il hérite de la ferme où grandissent ses huit enfants.

## Statistiques

### Taranaki
- 167 matchs joués de Air New Zealand Cup
- 99 points inscrits[4]

### Hurricanes
- 14 matchs joués en deux saisons de Super 12
- 0 point inscrits[5]